# VZLÚ HC-3
Der VZLÚ HC-3 ist ein  Mehrzweckhubschrauber des  tschechoslowakischen Luftfahrtforschungsinstituts in Prag-Letňany.

## Entwicklung
Der HC-3 entstand als letzter einer Reihe von Hubschraubern, die in den 1950er Jahren in der ČSR entwickelt wurden. Die Konstruktionsarbeiten begannen zu deren Ende hin und standen unter der Leitung von Jaroslav Šlechta. Das Modell war größer und schwerer gehalten als seine Vorgänger, in Ganzmetallbauweise ausgeführt und sollte verschiedene Aufgaben erfüllen. Vorgesehen waren neben der Beförderung von Fracht und Passagieren eine Agrarversion zum Ausbringen von Pestiziden und eine mit zwei Tragen ausgestattete Rettungsvariante. Im militärischen Einsatz bei der Armee sollte der HC-3 Aufklärungs-, Verbindungs- und ebenfalls Sanitätsaufgaben erfüllen.
Am 16. Mai 1960 absolvierte der erste Prototyp mit dem Luftfahrzeugkennzeichen OK–15 seinen Erstflug. Im darauffolgenden Jahr wurden noch zwei weitere HC-3 (OK–16 und OK–17) fertiggestellt und in das laufende Testprogramm eingebunden, das gute Ergebnisse erbrachte. Der dritte Prototyp erhielt 1962 ein stärkeres sowjetisches AI-14-Triebwerk und wurde als HC-3A erprobt.
Trotz der zufriedenstellenden Resultate wurde das Modell nicht in die Serienproduktion überführt, da der Rat für gegenseitige Wirtschaftshilfe mittlerweile die Entscheidung gefällt hatte, Hubschrauberentwicklungen nicht mehr in der Tschechoslowakei durchführen zu lassen. Die Versorgung der RGW-Mitgliedsstaaten mit kleineren Drehflüglern übernahm stattdessen das Nachbarland Polen, wo bereits seit 1957 die Lizenzversion des sowjetischen Mi-1 produziert und auch der Bau von dessen Nachfolger Mi-2 schon geplant wurde. Somit kam auch eine als HC-103 betitelte Weiterentwicklung mit noch stärkerem Antrieb über das Projektstadium nicht hinaus.

## Technische Daten
| Kenngröße             | Daten                              |
| --------------------- | ---------------------------------- |
| Besatzung             | 1–2                                |
| Passagiere            | 2–3                                |
| Rotorkreisdurchmesser | 11,60 m                            |
| Länge                 | 13,40 m                            |
| Höhe                  | 3,40 m                             |
| Leermasse             | 900 kg                             |
| Nutzlast              | maximal 500 kg                     |
| Startmasse            | normal 1320 kg maximal 1500 kg     |
| Antrieb               | ein Sechszylindermotor Avia M-108H |
| Leistung              | 177 kW (ca. 240 PS)                |
| Höchstgeschwindigkeit | 160 km/h                           |
| Reisegeschwindigkeit  | 130 km/h                           |
| Steiggeschwindigkeit  | 5 m/s                              |
| Dienstgipfelhöhe      | 4200 m                             |
| Reichweite            | 500 km                             |